# Graptacme acutistriata
Graptacme acutistriata is een Scaphopodasoort uit de familie van de Dentaliidae. De wetenschappelijke naam van de soort is voor het eerst geldig gepubliceerd in 2004 door Steiner & Kabat.